# Преко езерото
„Преко езерото“ (на македонска литературна норма: „Преку езерото“) е филм от Република Македония от 1997 година, драма на режисьора Антонио Митрикески по сценарий на Петър Богоевски.
Главните роли се изпълняват от Томи Салковски, Деян Димевски.